# Autostadt
Autostadt – miasteczko samochodowe koncernu Volkswagen, na którego terenie znajduje się muzeum samochodów i centrum obsługi klienta z miejscem odbioru nowych pojazdów. Zlokalizowane obok fabryki Volkswagena w Wolfsburgu, położonym w kraju związkowym Dolna Saksonia w Niemczech. Autostadt położone jest bezpośrednio przy Kanale Śródlądowym (niem. Mittellandkanal), między centrum Wolfsburga a fabryką Volkswagena.

## Opis
Autostadt obejmuje muzeum historii samochodów (niem. Zeithaus), poszczególne pawilony producentów samochodów należących do Grupy Volkswagena, a ponadto 13 różnorodnych restauracji i kino. Kompleks zajmuje teren o powierzchni 28 hektarów, co czyni Autostadt jednym z większych niemieckich parków rozrywki. Na terenie Autostadt znajduje się luksusowy hotel The Ritz-Carlton Wolfsburg. W 2014 roku ten pięciogwiazdkowy hotel o podwyższonym standardzie otrzymał nowy wystrój wnętrza, który zaprojektowała francuska projektantka wnętrz Andrée Putman.
Oprócz pawilonów poszczególnych marek samochodów na terenie założenia znajduje się instalacja artystyczna, jest to 15-metrowy tunel zapachowy wykonany przez duńskiego artystę Olafura Eliassona i zawierający 2160 doniczek z kwiatami.

## Historia
Pomysł stworzenia Autostadt pojawił się w 1994 roku. Pomysłodawcą był Ferdinand Piëch, ówczesny prezes zarządu Volkswagen AG. Budowa rozpoczęła się w maju 1998 roku na terenach należących do fabryki samochodów Volkswagen, na których wcześniej magazynowano węgiel i olej opałowy wykorzystywany w fabrycznej elektrowni. W projekt zaangażowanych było ponad 400 architektów. Całość zaprojektowało biuro architektoniczne „HENN GmbH”. Koszt budowy wyniósł ok. 430 milionów euro. Autostadt został oficjalnie otwarty w 1 czerwca 2000 roku.

## Muzeum ZeitHaus
W muzeum ZeitHaus eksponowane są pojazdy od początków ich produkcji pod koniec XIX wieku aż do czasów obecnych. Wystawiona jest między innymi replika automobilu Benz Patent-Motorwagen Nummer 1 z 1886 roku. Ponadto replika niezwykle rzadkiego modelu Bugatti Atlantic, którego zachowały się tylko dwa egzemplarze. Prezentowane są tutaj nie tylko modele Grupy Volkswagen, ale także pojazdy innych marek, łącznie 250 tzw. „kamieni milowych” branży motoryzacyjnej, reprezentujących ponad 60 marek.

## Pawilony poszczególnych marek
W 2016 roku na terenie Autostadt znajdowało się osiem pawilonów reprezentujących marki samochodów należące do Grupy Volkswagena: Audi, Lamborghini, Seat, Škoda, Porsche, Volkswagen i Volkswagen Nutzfahrzeuge. Marka Bugatti posiada swój pawilon od końca października 2008 w tzw. pawilonie Premium Clubhouse, który dawniej należał do marki Bentley. W czerwcu 2012 roku otwarto pawilon Porsche, jako pierwszy nowy obiekt od momentu otwarcia Autostadt.

## Centrum obsługi klienta
Nabywcy samochodów marek Volkswagen i Seat mogą odebrać swój pojazd w „centrum obsługi klienta” zlokalizowanym na terenie Autostadt. Jest to największe na świecie centrum odbioru nowych pojazdów. W każdej z dwóch szklanych wież o przeźroczystych ścianach mieści się na 20 piętrach po około 400 nowych samochodów, przygotowanych do odbioru przez klientów w ciągu najbliższych dni. Wieże mają 48 metrów wysokości i są w nocy oświetlone. Gdy nabywca zgłosi się po odbiór zamówionego samochodu, oczekujący pojazd jest automatycznie przenoszony specjalnym wysięgnikiem-windą na najniższą kondygnację wieży i następnie transportowany podziemnym tunelem do „centrum obsługi klienta”, w miejsce w którym oczekuje na niego odbiorca. Od 2007 roku odwiedzający mogą zwiedzać wieżę od środka, gdzie przenoszeni są w specjalnej panoramicznej kabinie windy.

## Galeria

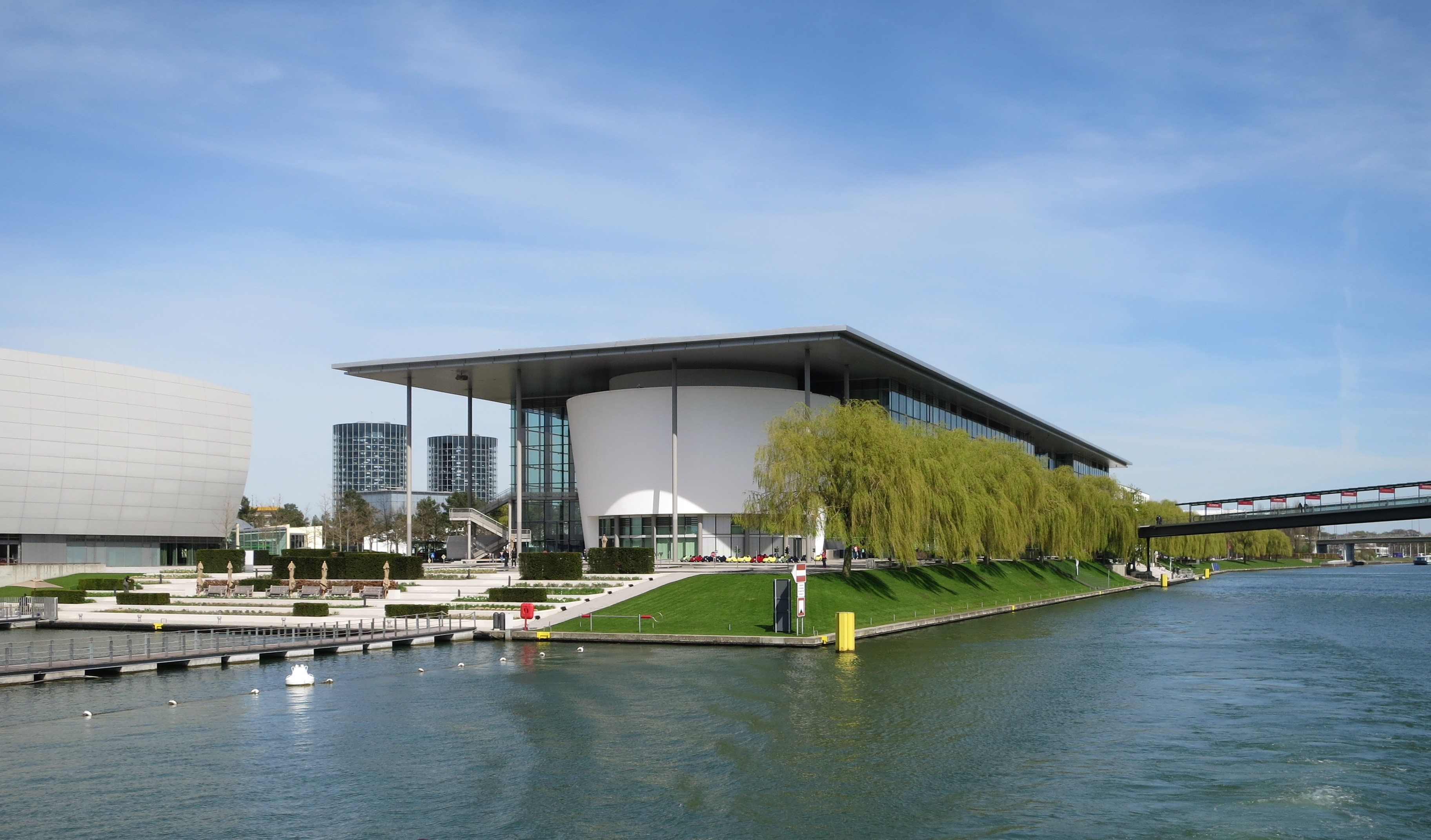
Budynek główny
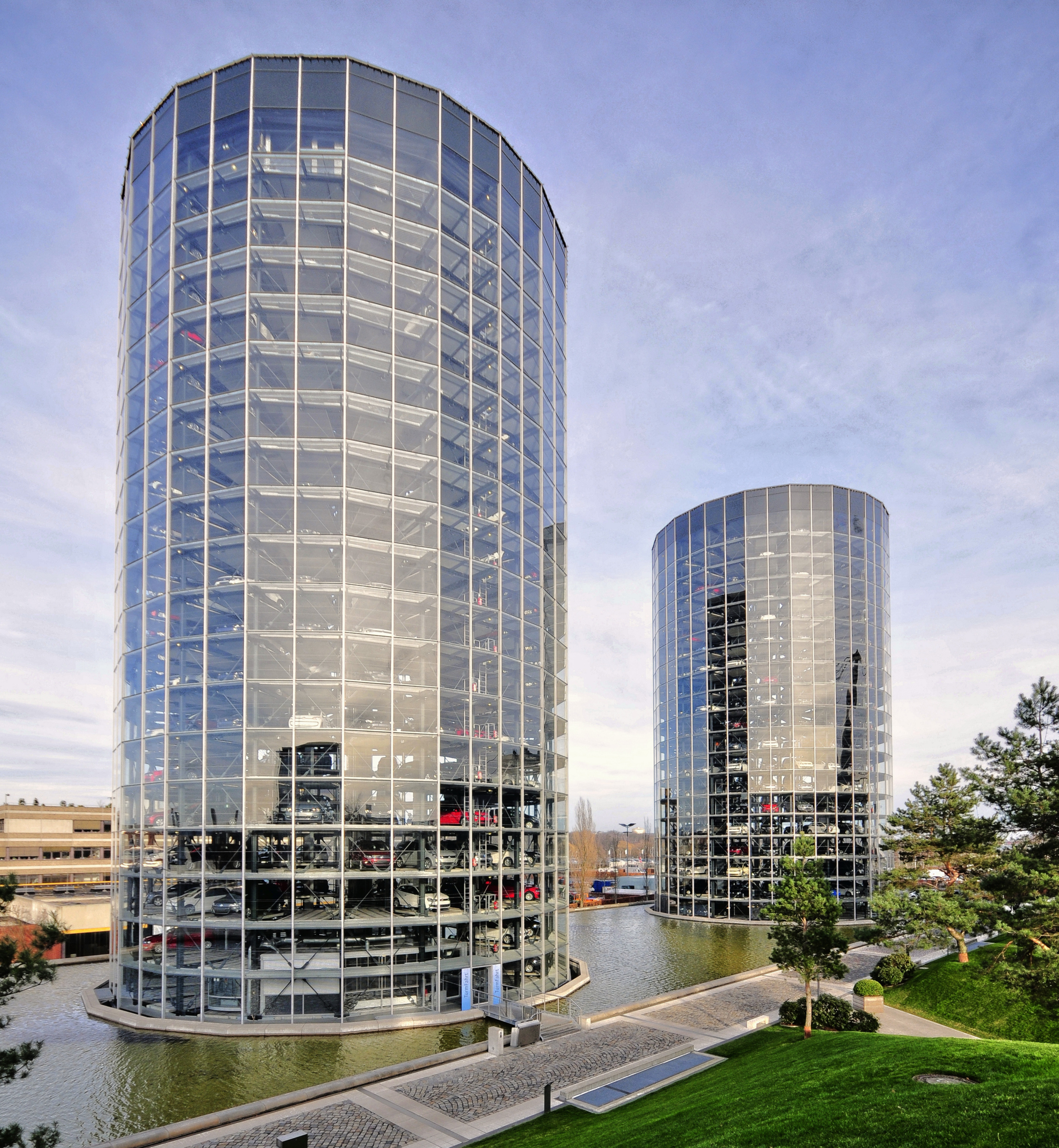
Wieże na terenie Autostadt
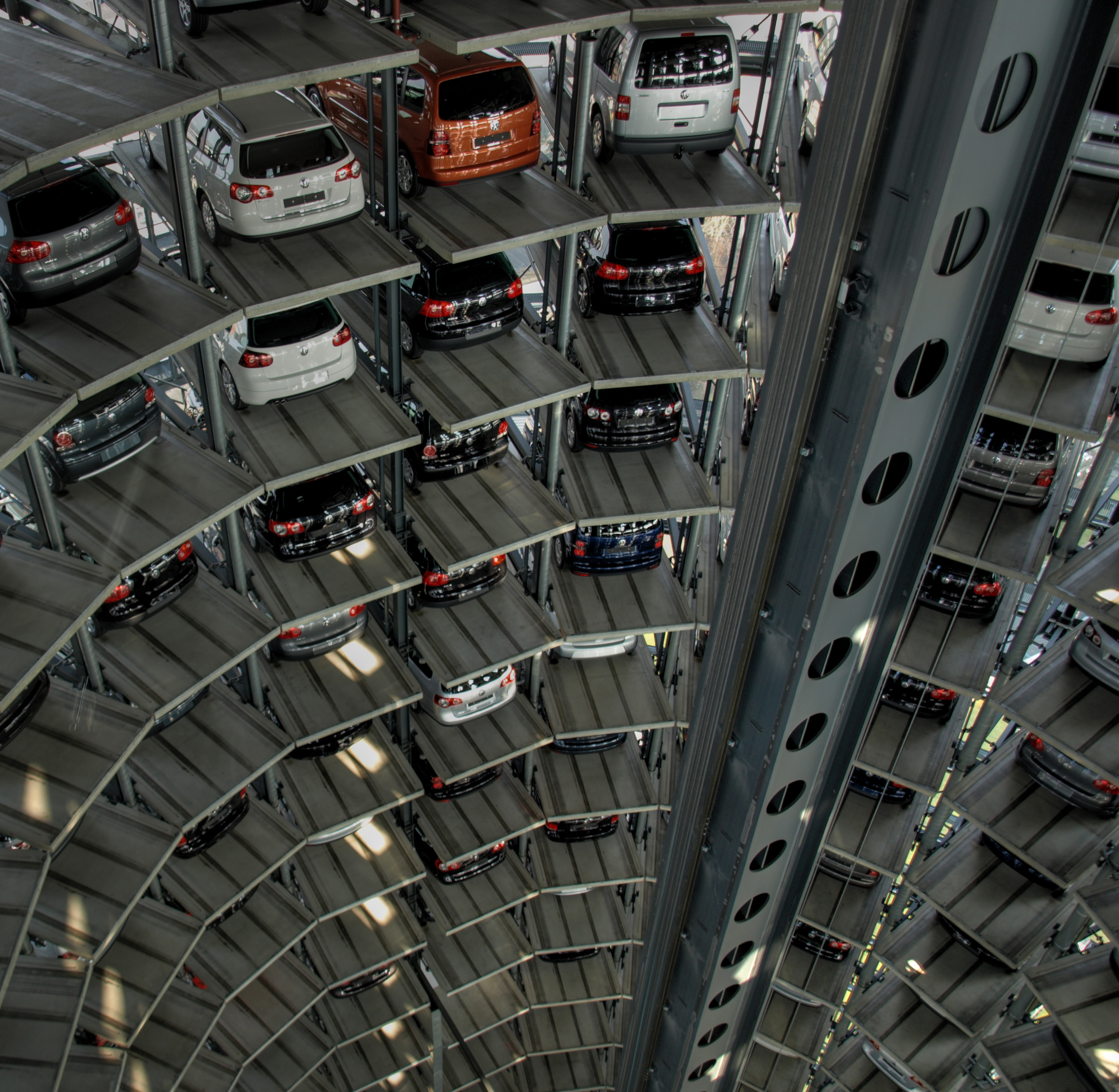
W środku wieży